# John Danforth

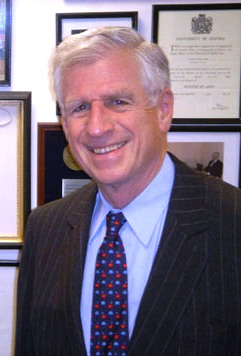
John Danforth

John Claggett "Jack" Danforth, född 5 september 1936 i Saint Louis, Missouri, är en amerikansk tidigare  advokat och senator från Missouri. Han blev USA:s FN-ambassadör 1 juli 2004 och avgick 20 januari 2005.
Danforth avlade sin grundexamen vid Princeton University 1958. Han fortsatte sina studier i juridik och teologi vid Yale University. Han var ledamot av USA:s senat 1976-1995.
Han har skrivit en bok om religion och politik. Boken heter Faith and Politics: How the "Moral Values" Debate Divides America and How to Move Forward Together. Han är präst i episkopalkyrkan.

## Ishockey
Danforth är sedan 10 maj 2012 delägare i ishockeyklubben St. Louis Blues i den nordamerikanska ishockeyligan NHL. Laget vann Stanley Cup 2019.